# House by the River
House by the River is een Amerikaanse film noir uit 1950 onder regie van Fritz Lang. Destijds werd de film in Nederland uitgebracht onder de titel Het huis aan de rivier.

## Verhaal
De schrijver Stephen Byrne vermoordt per ongeluk zijn dienstmeid. Samen met zijn broer laat hij het lijk verdwijnen. Wanneer het lichaam later wordt teruggevonden, geldt zijn broer als hoofdverdachte in de moordzaak.

## Rolverdeling
| Acteur          | Personage       |
| --------------- | --------------- |
| Louis Hayward   | Stephen Byrne   |
| Lee Bowman      | John Byrne      |
| Jane Wyatt      | Marjorie Byrne  |
| Ann Shoemaker   | Mevrouw Ambrose |
| Jody Gilbert    | Flora Bantam    |
| Dorothy Patrick | Emily Gaunt     |